# 俺はあなたの犬だから
『俺はあなたの犬だから』（おれはあなたのいぬだから）は深井結己によるボーイズラブ漫画作品。竹書房1999年4月発売。

## 概要
- 収録作品
  - オープンハウス  (麗人99年1月号）
  - 春がそこまで  (麗人99年スプリングスペシャル）
  - Mind Converter'99  (麗人99年オータムスペシャル）
  - ティータイム27:00  (麗人98年オータムスペシャル）
  - 俺はあなたの犬だから  (麗人99年3月号）
  - Mind Converter2000